# Argo Tea
Argo Tea - це мережа чайних кафе, яка була заснована в районі парку Лінкольна в Чикаго, штат Іллінойс, у червні 2003 року. Зараз його штаб-квартира знаходиться в районі Loop в Чикаго. Мережа мала більше десятка об'єктів у столичному районі Чикаго, перш ніж розширитися в 2010 році до Нью-Йорка, де в тому році відкрилося чотири об'єкти, а потім розширилася до Сент-Луїса та Бостона.  Станом на жовтень 2011 мережа нараховувала 26 об'єктів і поставку товара  у понад 3000 продуктові магазини . У перше десятиріччя вона росла одночасно з ринком чаю. Розширення  мережі до поставок у продуктові магазини відбулося в 2010 та 2011 роках. Арсен Авакян - нинішній головний виконавчий директор.  До весни 2013 року кафе відкрилося в Бейруті з планами до кінця року додати об'єкти в п'яти містах Близького Сходу .
Argo Tea продає переважно різноманітні фірмові напої на основі гарячого та холодного чаю. Крім того, компанія пропонує близько трьох десятків міжнародних сортів розсипчастого чаю (чай, що готується з розсипчастого чайного листя, на відміну від пакетованого), кави, хлібобулочних виробів, невеликих закусок та посуду . Чайне меню включає різноманітні чорні, зелені, білі сорти та натуральні трав'яні чаї, що подаються гарячими або крижаними. Argo Tea створив зв'язки з Whole Foods Market для розповсюдження продукції Argo. Згідно з описом у Bloomberg Businessweek, страви Argo включають випічку, бутерброди, салати та кіши. Продукція Argo реалізуються з точки зору здорового способу життя з урахуванням сучасного дизайну та навколишнього середовища. Компанія також продає аудіо компакт-диски.

## Історія
—The Wall Street Journal
Арго поставив собі за мету бути як Starbucks, але у сфері чаю. Argo Tea був заснований в 2003 році трьома партнерами: Арсеном Авакяном, Саймоном Сімоняном та Даніелем Ліндвассером. Авакян та Сімонян - друзі з Вірменії. Вони виросли в Єревані і емігрували в 1990-х до Сполучених Штатів, де Сімонян - інформатик, та Авакіян - спеціаліст стартап-компанії, об'єдналися, слідуючи бульбашкці доткомів. Вперше Авакіян приїхав до США як стипендіат програми Фулбрайта. Ліндвассер - француз, який переїхав до США в 1997 році. Він - колишній консультант з управління. Батько Авакяна, Юрій, має кілька патентів на вітрові та сонячні технології.

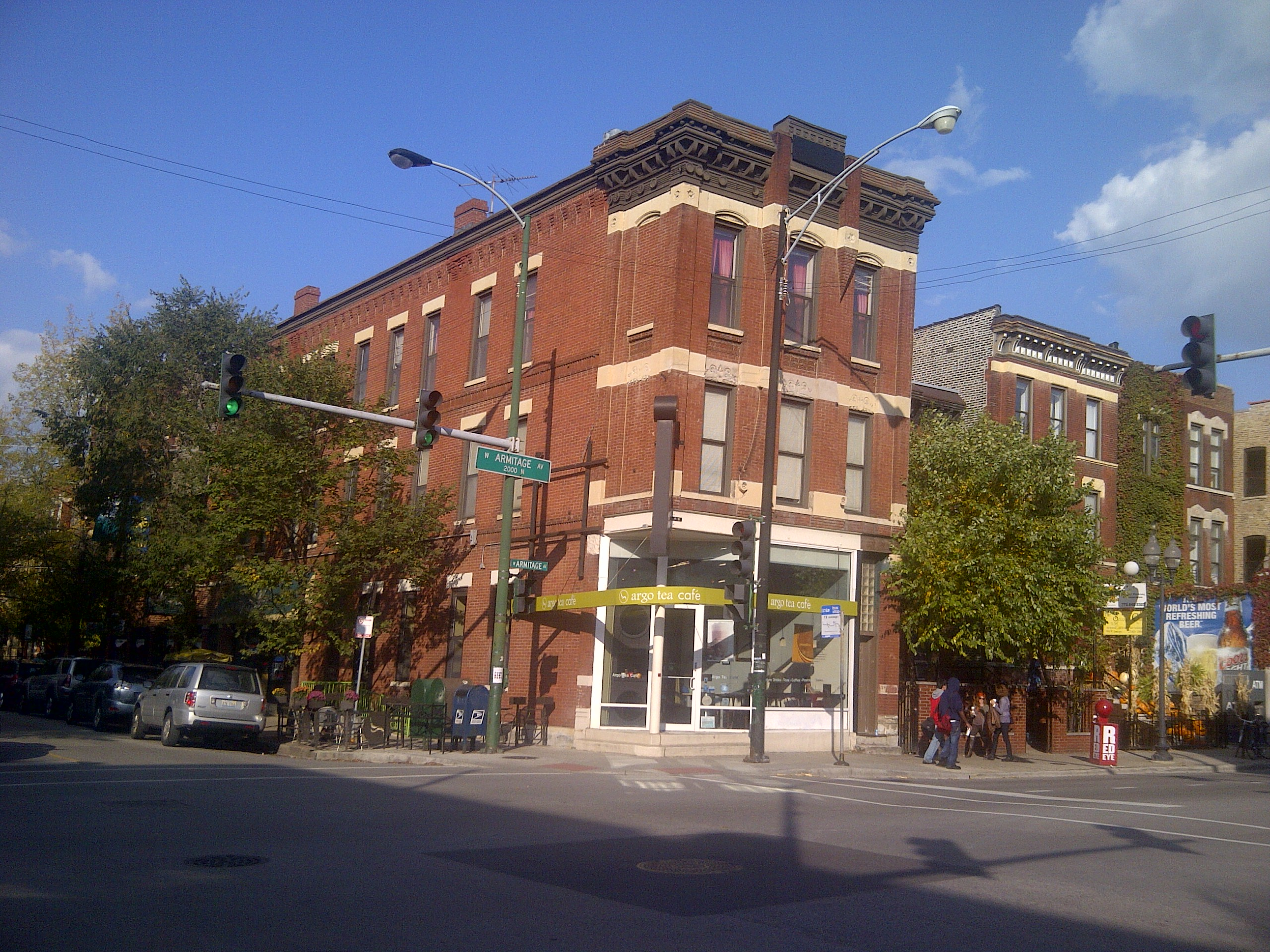
Перше кафе Argo Tea працювало до 30 квітня 2013 року.

Перше чайне кафе Argo, площею 84 м2, яке мало 24 посадочних місця в приміщенні та 20 місць у внутрішньому дворику у 2003 року, розташоване на Вест  Ермітаж - авеню 958 на розі Шеффілд-авеню в Чикаго. Підприємство, відкрите в червні 2003 року, було першим чайним кафе в Лінкольн-парку. Воно було розташоване через дорогу від Starbucks. Арго запозичив свою назву з історії про Ясона та аргонавтів у грецькій міфології. Перше кафе фінансували його засновники, які були досвідченими консультантами з управління, без зовнішніх інвесторів.  Вони використовували власні кредитні картки як кредитні лінії.  Чиказький архітектор Марк А. Куеллар був найнятий для оформлення ранніх інтер’єрів кафе Арго.

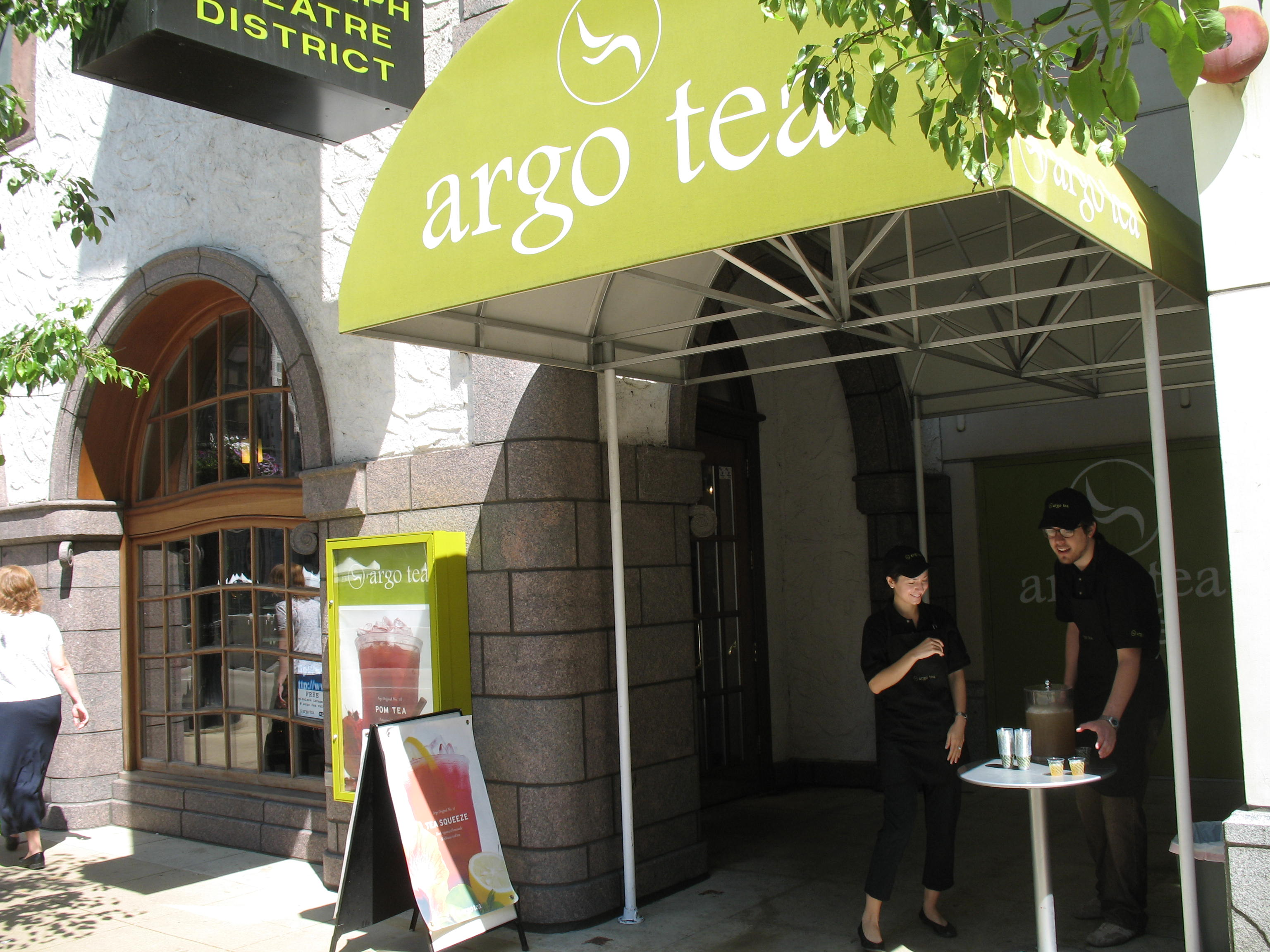
Співробітники, що роздають зразки напоїв у штабі компанії

Спочатку компанія експериментувала з розширенням, поставляючи сухий чай у коробках до Whole Foods, але швидко змінила стратегію. Вже через півроку після відкриття, Argo планував розширення в Чикаго та за його межі Наприкінці 2004 року Арго підписав договір оренди, щоб здійснити перше розширення за межами свого початкового місця розташування (в Університеті Лойоли в районі Близького Північного Сайду на вулиці Раш ). На початок 2006 року був відкритий третій об'єкт (в районі Loop на вулиці Рендольфа поблизу вулиці Стейт  ) з четвертим за планом. У березні 2006 р. Argo розширився до Південної сторони Чикаго в Медичному центрі Чиказького університету, який знаходиться в районі Гайд-парку, з місцем, яке описується як teaosk, чайний кіоск. До 2007 року компанія вирішила дотримуватися узгодженності у всіх локаціях свої об'єктів і розпочала централізований процес.  Через п'ять років франшиза мала 10 об'єктів розміром від 93 до 186 м2, і всі знаходилися в Чикаго. У Чикаго кілька ранніх кафе, у тому числі 11-е у Merchandise Mart та 13-е у міжнародному аеропорту О'Хара, розташовувалися в безпосередній близькості від вітрин Starbucks з думкою, що Starbucks збільшує попит на чай. До лютого 2009 року компанія мала бізнес із 13-ти об'єктів у Чикаго та передмісті. У липні 2011 року Argo став першим зовнішнім орендарем торгової вежі Tribune Tower за останні шість років сдачі приміщень в оренду.
Компанія Argo відкрила свій перший об'єкт в Нью-Йорку в січні 2010 року, підписавши 10-річну оренду в будівлі Флатірон. За ним негайно послідувала вітрина сусіднього магазину Челсі, а потім навесні магазин Колумбус Сьоркл. У 2010 році в Нью-Йорку було відкрито чотири кафе, скориставшись світовою фінансовою економічною кризою кінця 2000-х, яка дозволила компанії придбати першокласні торгові точки, такі як Юніон Сквер, Колумбус Сьоркл та округ Флатірон за доступними цінами. Бізнес витіснив Dean &amp; Deluca в районі Юніон-сквер. Серед інвесторів розширення бізнесу в Нью-Йорку були Сем Зелл, Глен Тулман та Оксфорд Кепітал. У травні 2011 року компанія відкрила своє п'яте чайне кафе в Нью-Йорку.
До 2010 року компанія відмовилася від своїх прагнень стати Старбакс у чайній сфері: «Старбакс більше схожий на  Windows - він старий, вже не такий здоровий і розроблений для всіх - а ми хочемо бути більш схожими на Mac: молоді, здорові, круті та унікальні - інноваційний бренд ". Авакян сказав, що компанія сподівається побудувати Apple у сфері чаю. На той час відкрився 18-й магазин (14 у Чикаго та 4 у Нью-Йорку), а розмір щорічних продажів був 10 мільйонів доларів, що зробило  Argo Tea найбільшою мережею, орієнтованою на чай, за даними Technomic Inc.
У 2011 році San Francisco Chronicle визнала Argo компанією, яка стала революціонером в сфері чайних магазинів у 21-го сторіччі, тоді як " Time"  стверджуючи, що Argo змусив Америку пити чай. Станом на  2011 рік ринок компанії у США виріс до більш ніж 3000 об'єктів, посилаючись на Асоціацію чаю в США. За даними Beverage Digest, між 2006 і 2009 роками споживання кави зменшилось на 2,3 відсотки у США, тоді як споживання чаю зросло на 4,5 відсотки.  Зростання популярності чаю змусило Starbucks вилучити слово "кава" зі своєї назви і створити бренд Tazo.  Загальний дохід Starbucks у 2010 році склав 9 млрд. доларів, тоді як дохід чайної компанії - 7,7 млрд. доларів, у тому числі 443 млн. доларів у 6 найбільших американських чайних мережах.  На початку жовтня 2011 року Argo мав 26 об'єктів у чотирьох містах (Чикаго, Нью-Йорк, Бостон та Сент-Луїс) та потавку в 3000 продуктові магазини по всій країні, включаючи Whole Foods, Safeway та Dominick's .
Коли договір оренди потребував поновлення у першому кафе 30 квітня 2013 року, компанія не продовжила угоду, але відкрила об'єкт із переважно скляними стінами поблизу вулиці Раш наступного місяця. Станом на березень 2013 року напої у пляшках, які вони розпочали випускати у 2010 році, становили 20% бізнесу компанії.  На той час Argo Tea відкрив бізнес у Бейруті і планував розширення у Досі в квітні 2013 року. Компанія також мала намір відкрити підрозділи на Близькому Сході у 2013 році: в Абу-Дабі, Дубаї, Кувейті та Ер-Ріяді. Станом на вересень 2013 року була відкрита локація у Досі, і тогож місяця відкрилося друге кафе в Бейруті.

## Продукти

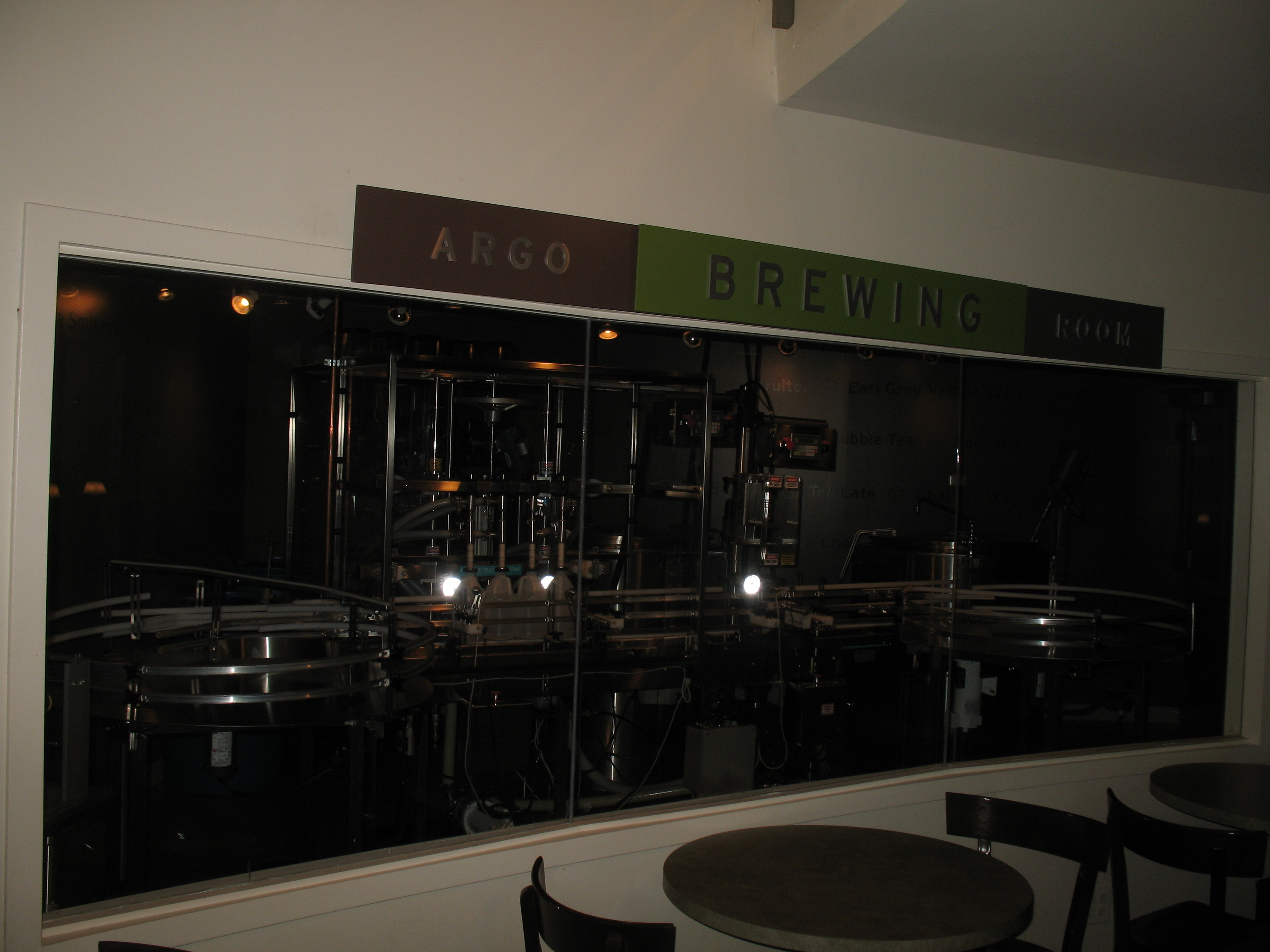
Варіння чаю в Стейті та Рендольфі, 2 липня 2006 р

Чай - другий за споживанням напій у світі, після води. Компанія «Арго» була заснована у відповідь на усвідомлення того, що американці мають так мало чайних пропозицій, що вони, як правило, не знають нічого, крім пакетованого чаю. На той час більшість роздрібних торговців постачали оптом чай для домашнього заварювання, але "Арго" зосередився на спеціальних напоях вищого сорту в паперових стаканах. В той час дуже мало азіатських імігрантів з таких країн, як Індія, В’єтнам та Китай, де чай є національним напоєм, поширювали свої традиції. Argo намагався підкреслити здорові аспекти чаю як альтернатива каві. Коли компанія була заснована, то була частиною багатьох процвітаючих франшиз чайних кафе, що відповідали зростаючому попиту.  Станом на 2002 рік було відкрито 1100 чайних кафе.  У 2003 р. роздрібний продаж чаю становив 5,1 мільярди долларів США, а в 2005 році, коли ринок чаю зростав на 20 відсотків щорічно, загальний роздрібний ринок чаю за прогнозами перевищить10 млрд. доларів до 2010 р.
Компанія Argo Tea починала працювати  з 35 видами чаю з усього світу, включаючи чорний, зелений чай та ромашковий тизан, а також екзотичні чаї. З самого початку вона поєднувала традиційні азіатські чаї, а також чаї з екзотичних місць.  Один з основних напоїв компаній приїхав з відпустки на пляжі Іпанема в Ріо-де-Жанейро, в якій Авакян заплатив оператору сокового бару, щоб він закрив магазин і дозволив йому експериментувати зі смаковими комбінаціями в робочий час. Кілька чаїв Argo є сезонними. Одним з фірмових напоїв є teappuccino - чорний чай, змішаний з розпареним молоком і піною,  на який компанія має свою торгову марку. Меню містить нові особливі види чаю, які можна подавати підсолодженими або пряними та змішаними з молоком, газованою водою або фруктовими соками. У перші роки улюбленими пропозиціями були чай Bubble, гранатовий чай, чай Матте Латте або чай з молоком та чайна Сангрія.
У перші роки компанія продавала каву марки illy . Хоча компанія імпортує свої чаї зі всього світу, зараз вона готує їх в одному місці в центрі Чикаго. Argo почав продавати сипучий чай у пакетиках по 1 і 4 унції або оптом. Серед американізованих сортів напоїв Argo є версія національного напою як Аргентини, так і Уругваю, яка називається Матте Латте. Станом на 2010 рік компанія вийшла на ринок продуктових магазинів (Whole Foods і Treasure Island ) із спеціальними чаями в пляшках в Чикаго і мала плани щодо власного розливу. На той час, коли відкрилися філії в Нью-Йорку, компанія пропонувала для торгівлі сертифіковану каву . У 2011 році Argo Tea розширила своє розповсюдження до продуктових магазинів по всій країні.

Згідно з прес-релізом компанії щодо відкриття її 20-го об'єкту в 2011 році, меню включало "всі натуральні напої на основі чаю, понад 30 різновидів розсипчастого листового чаю, органічну каву, свіжу випічку, спеціальні страви, і вибір посуду та аксесуарів. У фірмовому меню напоїв представлені корисні та унікальні варіанти, такі як Maté Laté із землистим мате, мигдалем та молоком, Green Tea Ginger Twist з японським зеленим чаєм та корінням імбиру, MojiTea із прохолодним м’ятним чаєм та соком лайма, а також багато інших. У меню страв представлений широкий асортимент свіжоспеченої вишуканої випічки, французьких кішів та спеціальних  страв, виготовлених із інгредієнтів, які містять чай: Teanie Panini, Tea Bites та корисні зерна чайника. Готові до споживання напої Argo Tea можна також знайти за межами кафе, в найкращих продуктових магазинах по всій країні " Bloomberg Businessweek резюмував бізнес  Argo Tea таким чином: "Argo Tea, що знаходиться в Чикаго, прагне переосмислити сприйняття чаю як здорового напою та як вибір здорового способу життя, створити унікальні, цілком натуральні напої на основі чаю та забезпечити клієнтів досвідом, що відображає сучасний дизайн та довкілля ". Посуд та аксесуари для чаю включають чайники, високотехнологічні чайні інфузори та широкий асортимент чайних чашок.

## Соціальні зусилля

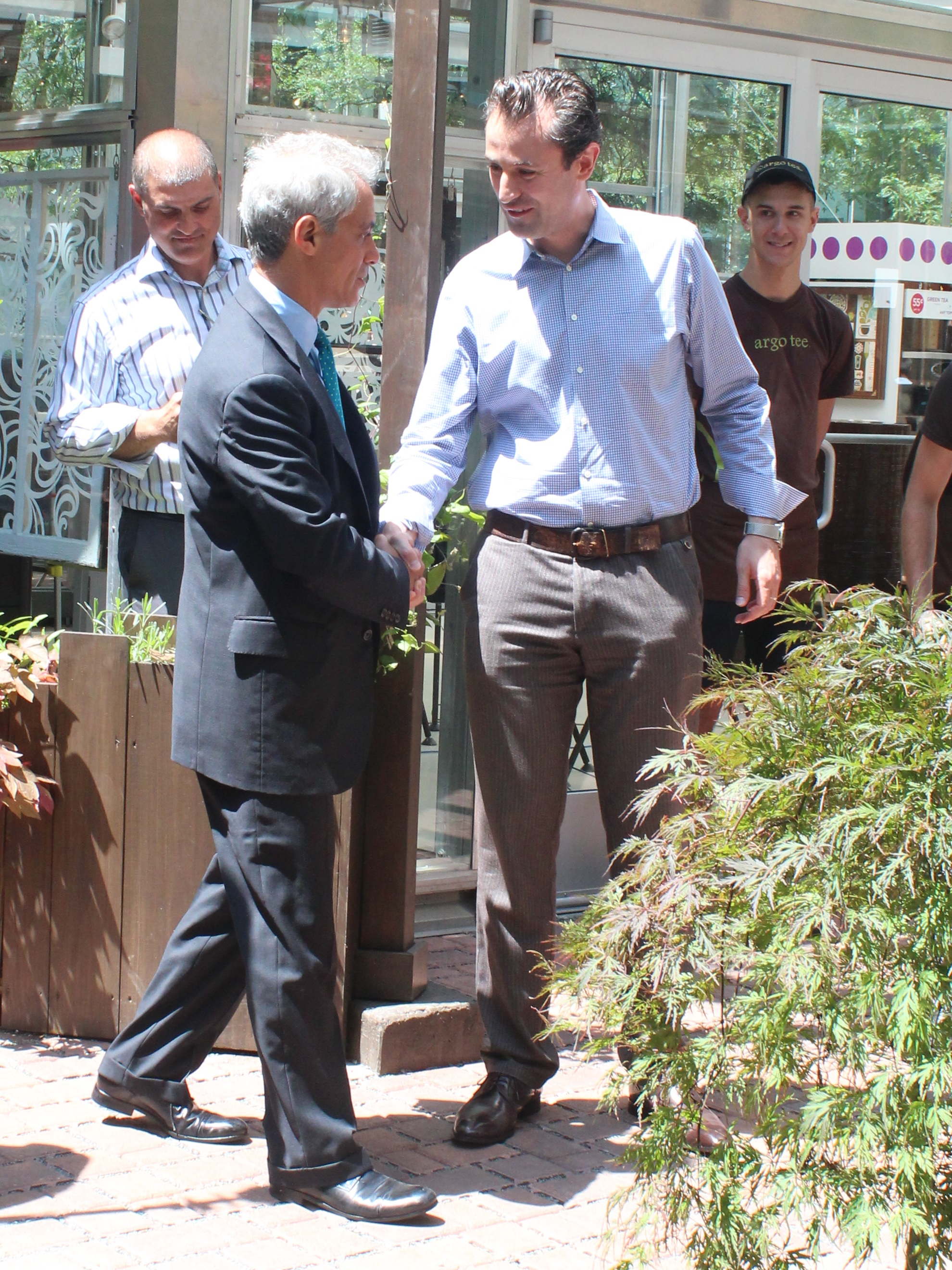
Висадка дерева до десятиріччя Арго в парку Коннерс разом з мером Чикаго Рамом Емануелем та Арсеном Авакіяном

Хоча є як прихильники, так і противники впливу чаю на здоров'я, Argo пропагандує користь чаю для здоров'я та виступає за його використання в дослідженнях. Комапнія подарувала велику кількість білих сортів чаю, які мають високі концентрації антиоксидантів, лікарням Чиказького університету. За цей внесок Чиказький університет запросив "Арго" відкрити кіоск у фойє лікарні. Компанія також проводить чайні семінари спільно з Північно-Західним університетом та Чиказьким університетом для підвищення обізнаності про можливі переваги для здоров'я та дослідження властивостей чаю.
Argo Tea виступає за стійкість, демонструє стурбованість та обізнаність щодо екологічних проблем у своєму бізнес-плані та використовує благодійні пожертви для сприяння дослідженням, як зазначено вище. Компанія має екологічно чистий бізнес-план, який включає заохочення використання багаторазового сервісного посуду, такого як керамічні кружки та тарілки, срібний посуд, який миється споживачами. Argo також продає багаторазові стакани, що дозволяє своїм клієнтам отримувати знижки на напої. Компанія враховує стійкість та екологічну свідомість на всіх етапах свого бізнесу, включаючи постачальника, операції, дизайн магазину та рішення про продукцію.

## Корпоративна інформація
Незважаючи на те, що компанія була заснована в Лінкольн парку, офіційна ділова адреса знаходиться на третьому об'єкті в районі Луп (16 Вест Рендольф Стріт Чикаго,  60601). Працівники компанія мають переважно неповний робочий день, але пропонуються медичні виплати працівникам, які працюють 20 годин на тиждень. Станом на вересень 2008 штат компанії становив близько 200 людей.
Незважаючи на різноманітне меню, станом на 2011 рік, 80 відсотків від щорічних п'ятнадцятимільйонних продажів Argo надходили від чайних напоїв.
У серпні 2011 року член Чиказької міської ради Брендан Рейлі поступився контролем над парком Коннорс в Голд-Кості Argo Tea для розвитку їх магазину площею 110 м2. Район був занедбаний, порівняно з Чиказьким парком. В обмін на 15-річну оренду Argo бере на себе відповідальність за утримання парку. Підприємство відкрило свій об'єкт в парку в оранжереї в кінці травня 2013 року.